# 제2차 세계 대전 중 독일의 룩셈부르크 점령
독일의 제2차 세계 대전 룩셈부르크 점령은 룩셈부르크 대공국이 나치 독일에게 침공받은 1940년 5월에 시작되었다. 룩셈부르크는 공식적으로는 중립국이었지만, 프랑스 마지노선의 끝에 위치한 전략적 요충지에 있었다. 1940년 5월 10일, 독일 독일 국방군은 룩셈부르크, 벨기에, 네덜란드를 침공했다. 룩셈부르크는 처음에는 군정의 지배를 받았으나, 나중에는 민정 영토가 되었고 최종적으로 독일로 직접 합병되었다. 독일인들은 룩셈부르크를 게르만 국가로 보았으며, 외래 프랑스어와 문화적 영향을 억압하려 했다. 일부 룩셈부르크인들이 저항에 가담하거나 독일인과 협력했지만, 둘 다 인구의 소수를 차지했다. 1942년부터 많은 룩셈부르크인들이 독일 국민으로서 독일군에 징집되었다. 거의 3,500명의 룩셈부르크 유대인들이 홀로코스트 기간 동안 학살되었다. 연합군에 의한 국가 해방은 1944년 9월에 시작되었지만, 아르덴 공세로 인해 1945년 초까지 완료되지 않았다.

## 침공 전야
1939년 9월 1일 제2차 세계 대전이 발발하면서 룩셈부르크 정부는 미묘한 상황에 처했다. 한편으로 국민의 동정심은 벨기에와 프랑스에 있었지만, 다른 한편으로 1867년 런던 조약 이후 국가의 중립 정책으로 인해 정부는 이웃 국가들에 대해 신중한 비참전 입장을 취했다. 9월 1일부로 라디오 룩셈부르크는 방송을 중단했다. 1940년 봄, 독일과 프랑스 국경을 따라 요새가 건설되었다. 건설자의 이름을 따서 명명된 소위 슈슈터선은 강철 문이 달린 거대한 콘크리트 도로 차단 시설로 구성되었다. 이 도로 차단 시설의 공식적인 목표는 침략군의 진격을 늦추고 룩셈부르크의 중립을 보장하는 세력에게 침략자에 대한 반격 조치를 취할 시간을 주는 것이었다. 그러나 독일군의 막강한 힘에 비하면 상징적인 성격만을 가졌으며 국민을 안심시키는 데 도움이 되었다. 룩셈부르크는 조약의 제한으로 인해 소규모 헌병 및 자원병대를 제외하고는 군대를 보유하지 않았다.
1940년 봄 여러 차례 오보가 있은 후, 독일과 프랑스 간의 군사 분쟁 가능성이 커졌다. 독일은 코크스의 룩셈부르크 철강 산업 수출을 중단했다.

## 침공
우르강, 자우어강, 모젤강 국경 강 동쪽에서 독일군의 움직임이 포착되면서 슈슈터선의 강철 문은 1940년 5월 10일 03시 15분에 폐쇄 명령이 내려졌다. 그 사이 룩셈부르크에 거주하는 독일인들의 지원을 받는 민간인 복장의 독일 특수부대인 '슈토스트루프 뤼첼부르크'가 라디오 방송과 독일-룩셈부르크 국경을 따라 설치된 바리케이드를 사보타주하려 했으나 실패했다. 왕실 가족은 콜마르-베르크에 있는 거주지에서 룩셈부르크 시의 대공궁으로 대피했다.
제1, 제2, 제10기갑사단으로 구성된 독일군의 침공은 04시 35분에 시작되었다. 대부분의 룩셈부르크 자원병대는 병영에 머물렀기 때문에, 파괴된 다리와 일부 지뢰를 제외하고는 큰 저항에 부딪히지 않았다. 룩셈부르크 경찰은 독일군에 저항했지만, 거의 소용이 없었고, 정오 전에 수도가 점령되었다. 룩셈부르크군의 총 사상자는 경찰과 병사 75명 포로, 경찰 6명 부상, 병사 1명 부상이었다. 08시 00분, 로베르 페티에 장군의 프랑스 제3경경기병사단 소속 부대가 조폴 대령의 제1스파이 연대와 제5기갑대대 제2중대의 지원을 받아 남부 국경을 넘어 독일군을 정찰하기 위해 진입했으며, 이 부대들은 나중에 마지노선 뒤로 후퇴했다. 1940년 5월 10일 저녁까지 남부를 제외한 대부분의 지역이 독일군에 의해 점령되었다. 에슈쉬르알제트 칸톤에서 9만 명 이상의 민간인이 진격으로 인해 대피했다. 4만 7천 명은 프랑스로, 4만 5천 명은 룩셈부르크 중부 및 북부로 피난했다.
샤를로트 대공과 피에르 뒤퐁 총리 정부는 프랑스, 포르투갈, 영국으로 도피했으며, 전쟁 기간 동안 캐나다에 정착했다. 런던으로 망명한 샤를로트는 국가 통합의 중요한 상징이 되었다. 그녀의 장남이자 상속인인 장은 1942년 영국군에 자원입대했다. 유일하게 남겨진 공식 대표는 정부 위원회장이자 하원의원 41명과 함께 알베르트 베러였다.

## 통치

### 군정

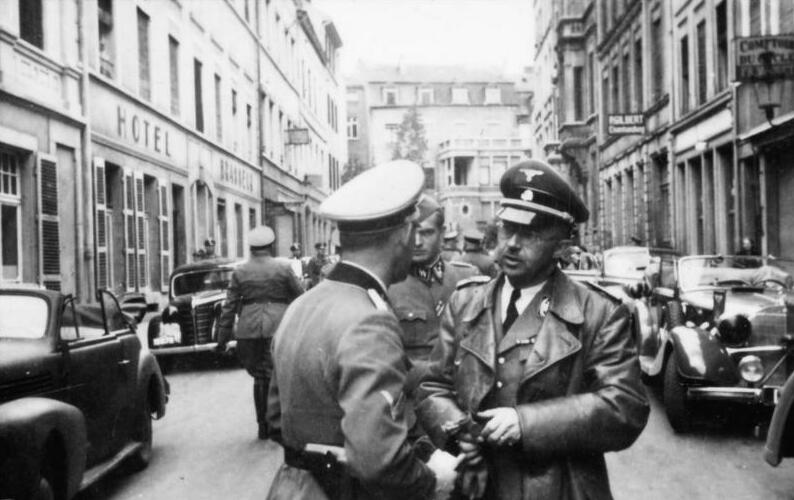
하인리히 힘러가 1940년 7월 룩셈부르크를 방문하는 모습

1940년 5월 10일 아침 일찍, 독일 외교관 폰 라도비츠는 룩셈부르크 정부 사무총장에게 독일 정부의 각서를 전달했으며, 이 각서에는 독일이 대공국의 영토적 완전성이나 정치적 독립성을 변경할 의도가 없다고 명시되어 있었다. 다음날, 룩셈부르크를 위한 군정이 수립되었다. 룩셈부르크의 이익은 알베르트 베러가 이끄는 정부 위원회에 의해 대표되었는데, 이 위원회는 고위 공무원들로 구성되어 있었고 하원에 의해 합법성을 부여받았다. 슈마허 대령이 국가 문제에 대해 폭넓은 태도를 보이고 정부 위원회와 협의하여 문제를 해결하려는 의지를 보였기 때문에 이 위원회와 군 당국 사이에는 좋은 관계가 유지되었다.
1940년 7월 13일, 룩셈부르크 시에서 다미안 크라첸베르크가 이끄는 폴크스도이체 베붕 (VdB)이 설립되었다. 주요 목표는 선전을 통해 주민들을 독일 친화적인 입장으로 유도하는 것이었으며, 이 조직이 바로 하임 인스 라이히라는 문구를 사용했다.
여러 대리인과 고위 공무원들은 룩셈부르크가 제1차 세계 대전 때처럼 군정 아래에서 어느 정도의 자치권을 유지할 수 있을 것이라고 생각했으며, 독일과 어떤 종류의 협정을 맺으려는 시도가 있었다. 그러나 베를린 당국은 이번에는 룩셈부르크의 운명이 매우 다를 것이라는 점을 곧 분명히 했다. 나치는 룩셈부르크인들을 또 다른 게르만 민족 집단으로, 대공국을 독일 영토로 간주했다. 군 당국은 1940년 7월 31일까지 룩셈부르크에서 철수했으며, 구스타프 지몬 휘하의 민정으로 대체되었다.

### 민정 및 합병
구스타프 지몬은 1940년 7월 21일 육군최고사령부에 의해 민정수반 (CdZ; "민정 총책임자")으로 임명되었다. 룩셈부르크는 7월 29일 CdZ-게비에트 룩셈부르크에 편입되었다. 처음에는 벨기에와 북프랑스의 군사령관에게 종속되었지만, 지몬은 8월 2일 아돌프 히틀러 자신에 의해 임명이 확정되어 그가 총통에게 직접 보고하고 다른 누구에게도 보고하지 않는다는 것을 나타냈다. 이는 그에게 나치 독일의 군사 및 민간 당국과 관련하여 광범위한 자율성을 부여했다.
이웃한 트리어-코블렌츠 대관구의 대관구지휘자 (나치당 지역 지부의 지도자를 나타내는 칭호)이기도 했던 지몬은 나중에 모젤란트에서 선전 및 테러 캠페인인 하임 인스 라이히를 주도하여 주민들에게 그들이 독일 민족이며 제3제국의 자연스러운 일부라고 설득했다. 그의 목표는 "룩셈부르크를 가능한 한 빨리 독일 민족에게 되찾는 것"이었다. 그는 룩셈부르크인들이 독일에게 자발적으로 충성을 선언하기 위해서는 교육과 계몽이 필요할 뿐이라고 확신했다. 그는 그들이 사실 "피와 혈통으로" 독일인이라는 믿음에서 이를 추론했다. 대관구지휘자에게 룩셈부르크의 독립은 군주제와 정부가 양육했기 때문에 존재했던 "터무니없는 생각"이었다. 룩셈부르크인들이 독일 민족에 속한다는 증거를 보여주면 독립하려는 의지는 사라져야 했다.

## 점령된 룩셈부르크의 생활
일반 대중은 처음에는 1914년-1918년 침공의 충격에서 벗어나지 못해 천천히 반응했다. 게다가 왕실과 정부는 소리 없이 망명했다. 대다수 주민은 당국과의 충돌을 피하기 위해 몸을 낮췄고, 다른 이들은 소극적 저항에 참여했다.

### 독일화
지몬의 행정부는 룩셈부르크인들의 "독일성"이 프랑스 영향이라는 얇은 외부층 아래에 있을 뿐이라는 확신을 가지고 룩셈부르크에 도착했다. 이것은 곧 그의 행정부가 단호하게 "해체"하면 인구의 독일적 특성이 본질적으로 드러날 것이라는 의미였다.
시몬은 두 가지 분명한 목표를 가지고 있었다.
- 룩셈부르크의 나치화 및 독일화, 즉 프랑스 이름, 프랑스어 기원 단어 또는 프랑스 생활 방식과 같이 독일어 기원이 아닌 모든 것을 소멸시키는 것
- 룩셈부르크 국가 기관의 파괴 및 해체, 그리고 국가를 제3제국에 편입시키는 것

그의 첫 번째 일련의 법령은 이러한 정책을 매우 명확하게 보여주었다.
- 1940년 8월 6일: 독일어가 유일한 공용어가 되었고, 프랑스어 사용은 금지되었다. 이 금지는 공적 및 행정적 사용뿐만 아니라 일상생활에도 적용되었다. "봉주르", "메르시", "무슈", "마담" 등 프랑스식 인사 표현이 포함되었으며, 사람들은 서로 인사할 때 "하일 히틀러"라고 말해야 했다.[4]
- 1940년 가을. 정당과 독립 노동조합, 의회, 국무원은 해산되었다.[3] 모든 시민 사회 단체와 언론은 나치 통제하에 놓였다.
- 1940년 말까지. 특별법원과 뉘른베르크법을 포함한 독일 법률이 도입되었다.
- 1941년 1월 31일: 프랑스식 가족 이름, 본명, 거리, 마을, 상점 및 회사 이름은 독일식으로 번역되거나 단순히 더 게르만적인 것으로 대체되어 독일화되었다.[3][4] 앙리는 하인리히가 되었고, 뒤퐁은 브뤼크너가 되었다.
- 1941년 2월 18일: 베레 (북부 바스크 지방의 전통 모자) 착용이 금지되었다.[4]
- 1941년 5월부터 많은 룩셈부르크 청소년들이 국가노동봉사단에 참여하라는 명령을 받았다.[3]

대대적인 선전 캠페인이 주민들에게 영향을 미치기 위해 시작되었고, 반대자와 비평가뿐만 아니라 교사, 공무원, 주요 기업인들까지 나치 조직에 가입하지 않으면 일자리를 잃을 것이라는 위협을 받았다. 이로 인해 모든 직업에서 채용이 크게 증가했다. 중앙 등록소는 거의 모든 시민에 대한 나치 정권에 대한 개인적인 의견을 기록했다. 정권에 공개적으로 반대하는 사람들은 일자리를 잃거나 주로 동독으로 추방되었으며, 최악의 경우 많은 사람들이 살해당한 죽음의 수용소로 보내졌다.
점령 당국은 독일에서도 존재했던 히틀러 청소년단, 독일소녀동맹, 동계구제사업, NS 여성 연맹 및 독일 노동 전선과 같은 정치, 사회, 문화 조직의 망으로 룩셈부르크를 덮으려 했다.

### 가톨릭 교회
룩셈부르크의 가톨릭 교회는 전쟁 중 비교적 침묵했으며, 유대인의 운명이나 나치 정권에 대해 공개적인 입장을 취하지 않았다. 한편으로 주교 조제프 로랑 필리프는 병으로 몸져누워 활동적인 반대 운동을 벌일 수 없었다. 다른 한편으로 주교는 점령자들을 더 이상 자극하고 이미 불안정한 교회의 종교 생활을 위태롭게 하고 싶지 않았으며, 이는 전시 중에 크게 제한되었다. 그러나 필리프 주교는 나치 지도부와의 만남을 거부했으며, 그의 자리가 공석이 될 경우를 대비하여 준비를 했다.
교회는 나치의 반종교 정책에 의해 공공 생활에서 밀려나면서 존재 자체가 위협받는다고 느꼈다. 옥타브 축제나 춤추는 행렬과 같은 공공 종교 행사는 금지되었고, 기독교 단체는 해산되었으며, 학교에서의 종교 교육은 폐지되었고, 종교 단체에 대한 금지령이 시행되었다.
동시에, 교구 행정부는 전쟁 중에도 온전하게 유지된 몇 안 되는 룩셈부르크 기관 중 하나였다. 비록 한동안 의심스러웠고, 주교의 추방이 점령 당국에 의해 고려되기도 했지만 말이다. 그를 비시 프랑스로 추방하려는 계획이 세워졌지만, 파리의 독일 대사와 베를린의 보안국 본부의 반대로 인해 실패했다.(p. 489)
주교의 주요 관심사는 사목을 유지하는 것이었다. 이를 위해 그는 개별적인 지점에서 양보할 준비가 되어 있었다. 따라서 그는 민정수반의 조치에 대해 공식적인 항의를 하지 않았고, 성직자들이 "경솔한" 행동을 하지 않도록 노력했다.(p. 489)
많은 사제들은 주교와 다른 생각을 가지고 있었고, 신도들에게 영향력을 행사하여 애국심을 강화하고, 점령에 항의하거나 저항 운동에 적극적으로 참여했다.(p. 489) 전쟁 기간 동안 룩셈부르크의 가톨릭 사제 446명 중 58명이 체포되었고, 16명은 다하우에 수감되었으며, 7명은 그곳에서 사망했다.(p. 489) 다른 18명의 성직자는 비시 프랑스로 추방되었다.(p. 489)

### 경제
룩셈부르크 경제는 중공업, 특히 광업과 철강 산업에 의해 지배되었다. 원자재와 완제품 판매를 위해 해외 시장에 의존했다. 경제적으로는 더 넓은 경제권에 편입되어야만 살아남을 수 있었다. 19세기에 룩셈부르크는 독일 연방과 독일 관세 동맹의 일부였다. 제1차 세계 대전 이후 연합국의 압력으로 서방 지향으로 재편되었다. 당시 철강 산업에 막강한 영향력을 행사하던 독일 자본과 기업들은 룩셈부르크를 떠났고, 룩셈부르크는 벨기에-룩셈부르크 경제 연합 (UEBL)에 가입했다.(p. 393)
1920년대에 독일은 다시 룩셈부르크의 두 번째로 큰 경제 파트너가 되었으며, 프랑스나 영국보다 훨씬 앞섰다. 독일은 룩셈부르크 중공업 제품의 대량 구매자였고 룩셈부르크 석탄 수요의 90%를 공급했기 때문에, 이 작은 나라는 독일에 의존했고 그 압력이나 위협에 취약했다.(p. 393f)
나라가 점령되자마자 독일 중공업은 룩셈부르크 철강 공장에 대한 관심을 표명했다. 그들은 베를린에 자신들의 희망을 알리고 주장을 펼쳤다. 페어라이니히테 슈탈베르케는 하디르를 인수할 것을 요청했고, 헤르만 괴링 국영 공업과 회슈 AG는 ARBED를 인수하기를 원했다.
1940년 8월 15일 독일 통화 및 세관 국경이 확장되어 룩셈부르크는 독일 경제권에 편입되었고 벨기에와의 경제 연합은 해산되었다.(p. 399) 1941년 1월 29일 제국 마르크가 유일한 법정 지불 수단이 되었고, CdZ는 모든 룩셈부르크 화폐를 제출하라고 명령했다. 가장 중요한 독일 조세법은 점진적으로 룩셈부르크에 적용되었다.

### 저항 운동
룩셈부르크의 저항은 인구의 극히 일부에 의해서만 이루어졌다. 그들의 형성은 처음에는 자발적이고 느렸다. 첫 번째 그룹은 1940년 가을부터 1941년 여름까지 결성되었다. 처음에는 조율 없이 서로 다른 동기에서 움직였다. 예를 들어, 반유대주의 정책에 반대하고 민주주의를 지지하는 자유주의자들과 때로는 다소간 반나치주의적 경향을 가진 보수적인 로마 가톨릭 신자들이 있었다. 후자 중 일부는 동시에 소련과 "볼셰비즘"에 반대하며 독일 국방군 장군들이 이오시프 스탈린과 붉은 군대를 물리치기를 바랐지만, 동시에 유대인과 반나치 성직자들을 농장에 함께 숨기기도 했다. 룩셈부르크 저항 운동은 1941년 6월 소련 침공 이후에야 룩셈부르크 공산당에 합류했다.
저항 운동의 활동은 주로 독일에 대한 정보 독점을 약화시키고, 입소문, 전단지, 포스터, 나중에는 신문 전체를 통해 반선전을 퍼뜨림으로써 주민들에게 도덕적 지원을 제공하는 데 집중되었다. 또한, 저항 운동은 연합군 포로와 격추된 조종사, 독일 국방군 "탈영병", 그리고 다른 위험에 처한 룩셈부르크인들이 벨기에나 프랑스로 국경을 넘어갈 수 있도록 도왔다. 강제 노동과 독일 국방군으로의 징집 도입은 저항 운동의 임무를 가중시켰다. 이제 독일군에 복무하기를 거부한 많은 젊은이들을 전국에 숨기고 안전하게 먹여 살리거나 해외로 탈출하도록 도와야 했다. 체포되거나 추방되거나 일자리에서 해고된 사람들의 가족을 돕기 위해 식량과 돈을 모으는 일도 이루어졌다. 저항 운동 활동의 점점 더 중요해지는 부분은 연합국에 군사, 정치, 경제 정보를 제공하는 것이었다. 일부 사보타주 행위가 발생했지만, 이는 드물었고 철수할 수 있는 외딴 지역이 없는 작은 나라에서는 너무 위험하다고 여겨졌다. 비슷한 이유로 점령군에 대한 저항 운동의 무장 투쟁은 드물었다. 마지막으로, 많은 운동 단체들이 망명 정부, 연합국, 프랑스 및 벨기에 저항 운동과 연락을 취했으며, 약 400명의 남성이 프랑스 무장 저항 운동에 가담했다. 또한 룩셈부르크 출신 약 300명의 남성이 비테 여단의 아르덴 지역에서 싸우기 위해 고국을 떠나 소위 적사자 여단을 결성했다.
잘 알려진 여러 가톨릭 및 공산주의 가정과 많은 교구 및 수도원도 수많은 룩셈부르크인 유대인 민간인과 외국 유대인들을 숨기고 안전하게 보호했다.

#### 소극적 저항

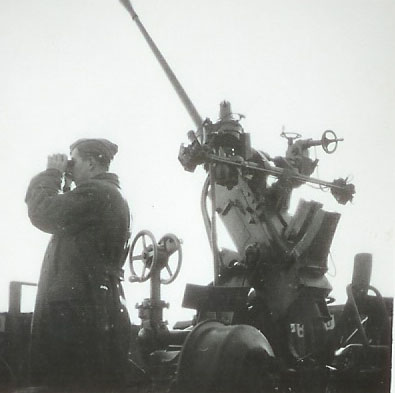
공군보조병으로서 독일군에 복무하는 룩셈부르크인들

비폭력적인 소극적 저항은 이 기간 동안 룩셈부르크 전역에서 광범위하게 퍼졌다. 1940년 8월부터 스펜겔스크리히(핀 전쟁)가 발발하여 룩셈부르크인들은 애국적인 핀 배지 (국기 색깔이나 대공비를 묘사)를 달고 다녔고, VdB의 공격을 유발했다.
1941년 10월, 독일 점령군은 룩셈부르크 민간인에게 국적, 모국어, 인종 그룹을 진술하도록 요청하는 조사를 실시했지만, 독일의 예상과는 달리 95%가 모든 질문에 "룩셈부르크인"이라고 답했다. 독일 시민으로 선언하기를 거부하자 대규모 체포가 이어졌다.
징병은 특히 인기가 없었다. 1942년 8월 31일, 1920년에서 1927년 사이에 태어난 모든 남성에게 징병을 확대하겠다는 발표 직후 북부 도시 빌츠에서 파업이 시작되었다. 파업은 빠르게 확산되어 룩셈부르크의 공장과 산업을 마비시켰다. 파업은 빠르게 진압되었고 지도자들은 체포되었다. 20명은 특별 재판소(독일어로는 "슈탄트게리히트")에서 즉결 재판을 받고 인근 힌체르트 강제 수용소에서 총살당했다. 그럼에도 불구하고 징병에 대한 시위는 계속되었고, 징집된 룩셈부르크인 3,500명은 독일군을 탈영했다.

### 협력
나치 점령군과의 협력은 룩셈부르크에서 자주 언급되지 않는 측면이다. 연구에 따르면 협력은 사회의 모든 계층에서 나타난 현상이었다. 그러나 협력자 중에는 공무원이 과대 대표되었다. 평균적으로 협력자들은 일반 인구보다 젊었다. 1944년 9월 초, 약 1만 명의 사람들이 독일 민정 행정부와 함께 룩셈부르크를 떠났다. 일반적으로 이는 3,500명의 협력자와 그들의 가족으로 구성되었다고 추정된다. 1945년에는 남성 2,857명, 여성 2,244명을 포함하여 총 5,101명의 룩셈부르크인이 정치 활동으로 인해 수감되었으며, 이는 전체 인구의 1.79%에 해당한다. 12명의 협력자가 사형을 선고받아 룩셈부르크 시 레크텐탈에서 총살당했다. 249명은 강제 노동형을, 1366명은 징역형을, 645명은 작업장으로 보내졌다.

### 탄압
대중의 반발에 직면하여 정권은 모든 형태의 저항에 대해 잔혹한 조치를 취했다. 1942년 총파업 이후, 구스타프 시몬은 비상사태를 선포하고 독일 슈탄트게리히트를 도입했다. 수천 명이 체포되고 고문당했다. 수백 명이 강제 수용소에서 살해당했다. 온 가족이 동독으로 추방되고 주로 남티롤과 동유럽 출신의 독일 가족으로 대체되었다. 게슈타포의 본부인 빌라 파울리는 이러한 공포의 상징이 되었다.
1940년 8월, 게슈타포는 룩셈부르크 시의 빌라 파울리에 본부를 세웠고, 에슈의 빌라 젤리그만과 디키르히의 빌라 콘터에 현장 사무소를 두었다.
1942년 9월 9일, 가우라이터는 "룩셈부르크 재정착 작전"을 발표했다. 그 이후부터 1944년까지 1,410가구(4,200명) 이상이 동부, 주데텐란트, 상실레지아로 재정착되었다. 그들의 재산은 강탈되었고, 그들은 "좋은 독일인"으로 교육받아야 했으며 룩셈부르크로 돌아가는 것이 금지되었다. 1943년부터는 정치적 이유로 추방된 가족 외에도, 아들이 독일 국방군 징집을 회피했거나 부대를 탈영한 가족들을 독일인들이 재정착시키기 시작했다. 이 재정착된 사람들 중 73명이 캠프에서 사망했는데, 이 중 9명은 어린이였으며, 대부분 영양실조와 의료 시설 부족으로 인해 사망했다.

### 문화와 예술
짧은 보이콧 기간을 거쳐, 1941년부터 영화관은 일반적으로 국가의 암울했던 이 시기에 일상생활에서 벗어나 잊을 수 있는 장소가 되었다. 1941/42년부터 독일의 탄압이 점점 더 심해지면서 대중의 영화에 대한 열정은 커졌다. 전쟁, 점령, 탄압의 시기에 영화는 일반 대중이 이용할 수 있는 몇 안 되는 오락 수단 중 하나였다.
관객들은 코미디, 로맨스 영화, 대규모 스펙터클 작품, 뮤지컬 영화를 열렬히 소비했다. 노골적인 선전 영화나 뉴스가 상영될 때 영화관에서 드러난 수많은 불만 반응 외에도, 나치 독일과 점령에 대한 룩셈부르크 대중의 적대감은 사회, 문화, 정치 생활의 다른 영역(공식 행사 보이콧, 1941년 10월 인구 조사, 1942년 8월 31일 파업)에서 나타났다. 그러나 점령군이 주최한 대부분의 행사(연극, 콘서트, 공개 강연)와 달리 영화는 독일 영화가 대부분이었음에도 불구하고 노골적으로 나치적이라고 여겨지지 않았고, 독일 오락 영화를 시청하는 것은 점령군에 대한 지지를 표명하는 것으로 간주되지 않았다.
룩셈부르크 대중은 나치 선전 메시지가 너무 노골적인 영화에 대해 일반적으로 적대적이었다. 크뤼거 할아버지, 사관생도, 서부의 승리와 같은 영화들은 독일 정신을 칭찬하고, 영웅적인 죽음을 찬양하고, 독일의 적을 비난하고, 나치 독일에 대한 무조건적인 복종을 호소하며, 룩셈부르크인들에게 그들의 운명이 독일 품에 있다는 것을 설득하려는 의도를 가지고 있었다. 이러한 영화들은 공격적인 광고와 함께 제공되었다. 그럼에도 불구하고, 대부분의 룩셈부르크 영화 관람객들은 이를 거부했으며, 독일 선전 영화는 룩셈부르크 대중의 친미 및 친영 정서를 막는 데 성공하지 못했다.
그러나 동시에 대중의 대다수 반독일 정서는 노골적으로 나치적이지는 않더라도 맹렬히 보수적인 특정 영화 제작에 열광하는 것을 막지 못했다. 룩셈부르크에서는 점령에 대한 가장 맹렬한 반대자들 사이에서도 일부는 공격적으로 보수적이며, 경우에 따라서는 반동적이고 권위주의적인 이념적 신념을 가지고 있었다. 이것은 반유대주의 영화 유대인 쥐스 또는 게르만적 미덕을 찬양하고 "피와 영혼" 이념으로 물든 멜로드라마인 황금 도시와 같은 영화의 (상대적인) 성공을 설명할 수 있다.

## 홀로코스트
침공 전 룩셈부르크에는 3,900명의 유대인이 살고 있었으며, 그들 중 다수는 독일과 오스트리아에서 온 난민들이었다. 1940년 5월 10일 밤, 그들 중 약 1,600명이 나라를 떠났다. 지몬이 뉘른베르크법을 도입한 후, 유대인 인구의 삶은 참을 수 없게 되었다. 그들의 상점, 소유물, 돈은 몰수되었고 모든 유대인 직원들은 해고되었다. 그들은 공공 건물에 들어갈 수 없었고 애완동물을 키울 수도 없었다. 1941년 10월 15일까지 당국의 명령으로 1,500명의 유대인이 추가로 나라를 떠났다. 게슈타포는 그들을 프랑스와 스페인으로 동반했지만, 그곳에서 거부당했기 때문에 끝없는 방랑길에 올랐다.
1941년 8월 23일, 유대인 인구에 대한 통행금지령이 도입되었고 그들은 2등 시민으로 강등되었다. 룩셈부르크 시와 에슈쉬르알제트의 유대교 회당은 파괴되었고, 에텔브루크와 몬도르프레뱅의 유대교 회당은 황폐화되었다. 나치는 남은 유대인 800명 대부분을 생크퐁텐(퓐프브룬넨)의 옛 수도원에 집중시켰다. 이곳에서 그들은 1941년 10월 16일부터 1943년 6월 17일까지 7대의 열차로 리츠만슈타트 게토와 루블린 및 테레지엔슈타트 강제 수용소, 그리고 1943년부터는 직접 아우슈비츠 강제 수용소로 이송되었다.
1943년 6월 17일, 구스타프 지몬은 룩셈부르크가 유덴프라이가 되었다고 발표했다. 징집된 683명 중 43명만이 살아남았다.

## 해방

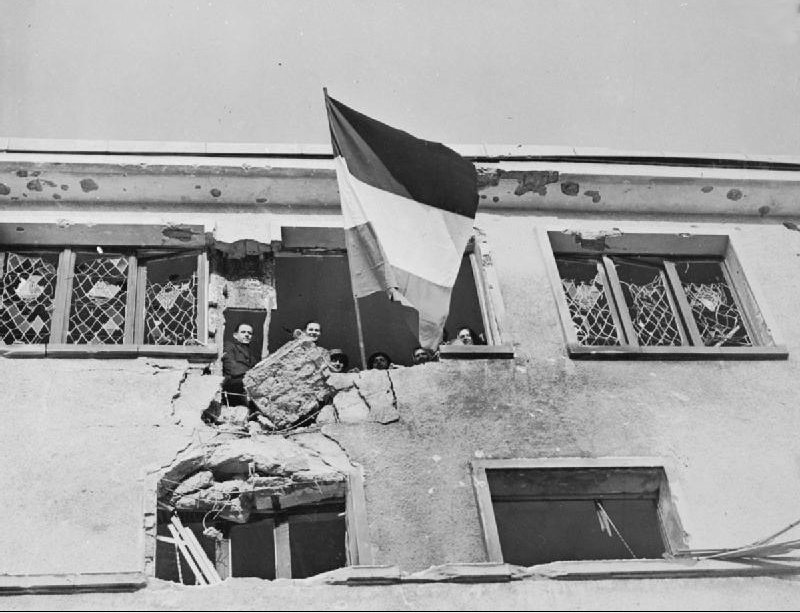
룩셈부르크의 국기를 게양하고 있는 빌츠 시민들이 미군에 의해 도시가 해방되는 동안

룩셈부르크는 1944년 9월 연합군, 특히 미 육군 전투사령부 A (CCA), 제5기갑사단에 의해 해방되었다. 최초의 미군은 9월 9일 페탕주 근처 룩셈부르크 영토에 진입했고, 1944년 9월 10일 수도를 해방했다. 독일군은 싸우지 않고 퇴각했다. 9월 12일까지 대공국의 90%가 해방되었다. 벌지 전투 시작 한 달 전, 무장친위대 소속 250명의 병사들이 피안덴 전투 중 룩셈부르크 저항군으로부터 피안덴 마을을 재탈환하려 했으나 실패했다. 벌지 전투 중에는 독일군이 최대 40 km (25 mi) 떨어진 곳까지 포탄을 보낼 수 있도록 설계된 특수 부대(참고: V3)의 포격을 받아 국가 북부가 피해를 입었지만, 독일군은 도시를 재탈환하지 못했다.

## 사상자 및 피해
총 5,700명의 룩셈부르크 시민이 제2차 세계 대전 중 사망했으며, 이는 1940년 인구의 2%에 해당하며 서유럽에서 가장 높은 손실률이다. 또한 18,658채의 건물이 파괴되거나 심하게 손상되었으며, 이는 룩셈부르크 전체 건물의 3분의 1(인구의 39%에 영향)에 해당한다. 이 수치들은 제2차 세계 대전 동안 룩셈부르크의 실제 손실이 얼마나 높았는지를 보여준다. (대부분의 피해는 벌지 전투 중에 발생했다.)

## 유산
망명 정부는 1941년에 독일 점령군의 모든 조치를 무효화한다고 선언했으며, 1944년에도 이를 재확인했다. 그러나 또한 "독일 체제에서 모든 것이 나쁜 것은 아니다. 그들이 도입한 일부 제도를 보존하는 것이 좋을 것이다"라고 명시했다. 따라서 망명 정부가 귀환했을 때, 고용법, 세법, 사회 입법 분야에서 특정 독일 규정 및 조항을 유지했다.
전쟁 후, 독일 국방군에 징집된 룩셈부르크 병사들을 대표하기 위해 "Ons Jongen"("우리 아이들")이라는 조직이 결성되었다. 영향을 받은 1만 명의 젊은이들과 그들의 가족은 약 30만 명의 인구를 가진 나라에서 상당한 세력을 구성했다. 그들은 룩셈부르크 정부와 독일 연방 공화국 모두에 로비를 벌였고, 나중에는 "나치 강제 징집 피해자 연합"에 의해 대표되었다. 로비 활동 외에도 이 조직은 기념 사업도 undertook. 이는 독일-룩셈부르크 관계의 정상화를 늦추는 데 거의 확실하게 기여했다.
저항 연구 및 문서화 센터와 강제 징집 연구 및 문서화 센터는 각각 2002년과 2005년에 독일 점령 기간에 대한 연구를 수행하기 위해 설립되었다. 이들은 정부의 자금 지원을 받는다.
독일 점령기는 다음 드라마 영화에 등장한다: 데이 즈웨이 품 비에르그 (1985), 아홉 번째 날 (2004), 르프락테어 (2009), 그리고 에밀 (2010); 또한 2004년 다큐멘터리 하임 인스 라이히의 주제이기도 하다.
수도 내 여러 거리 이름은 룩셈부르크에서 일어난 제2차 세계 대전 사건을 따거나, 전쟁 중 연합군 군사 또는 정치 지도자, 특히 룩셈부르크 해방에 기여한 인물들을 기린다.
- 알레 데 레지스탕스 에 데 데포르테스 (저항자 및 추방자 거리)
- 샤를 드골 가
- 9월 10일 가
- 아브랑슈 대로
- 프랭클린 D. 루스벨트 대로[21]
- 조지 S. 패튼 장군 대로
- 파업 거리
- 순교자 광장
- 국민투표 거리[22]
- 런스포드 E. 올리버 소장 거리
- 조지 C. 마셜 거리

## 같이 보기
- 제2차 세계 대전의 룩셈부르크
- 피안덴 전투
- 1942년 룩셈부르크 총파업
- 룩셈부르크 망명 정부
- 나치 독일이 병합한 지역
- 벨기에 전투
- 네덜란드 전투
- 룩셈부르크 국립 군사 역사 박물관
- 제1차 세계 대전 중 독일의 룩셈부르크 점령
- 괼레 프라 기념비
- 추축국과의 협력

## 추가 자료
- Beck, Henri (2002). 《L'administration municipale: De l'organisation luxembourgeoise au régime nazi》 (PDF). 《Ons Stad》. 2016년 8월 16일에 원본 문서 (PDF)에서 보존된 문서.
- Cerf, Paul (1985년 7월 1일). 《Les expulsions des juifs du Grand-Duché vers la France de Vichy au début de l'occupation allemande》. 《Hémecht》 (프랑스어) 37. 435ff쪽.
- Dostert, Paul (1985). 《Luxemburg zwischen Selbstbehauptung und nationaler Selbstaufgabe: Die deutsche Besatzungspolitik und die Volksdeutsche Bewegung 1940-1945》 (독일어). Luxembourg: Editions Saint-Paul.
- Dostert, Paul. “Historique de la Villa Pauly”. 《Seconde Guerre mondiale - Centres de Documentation et de Recherche sur la Résistance et sur l'Enrôlement forcé》. 2016년 3월 4일에 원본 문서에서 보존된 문서. 2014년 5월 4일에 확인함.
- Engel, Marcel; Hohengarten, André (1983). 《Das SS-Sonderlager im Hunsrück 1939-1945》. Luxembourg: Editions St. Paul.
- Fisch, René; Molitor, E (1991). 《Die Luxemburger Kirche im 2. Weltkrieg: Dokumente, Zeugnisse, Lebensbilder》. Luxembourg: Editions Saint-Paul.
- Fletcher, William Allen (1970). 《The German Administration in Luxemburg 1940–1942: Toward a 'de facto' Annexation》. 《The Historical Journal》 13. 533–544쪽. doi:10.1017/s0018246x00009304. S2CID 159758250.
- Hohengarten, André (2002). 《Die Nazi-Gewaltherrschaft in Luxemburg-Stadt》 (PDF). 《Ons Stad》. 5–11쪽.
- Krier, Émile (1978). 《Deutsche Kultur- und Volkstumspolitik von 1933-1940 in Luxemburg》. Bonn: Universität.
- May, Guy (2002). 《Die Straßenbezeichnungen der Stadt Luxemburg unter deutscher Besatzung (1940-1944)》 (PDF). 《Ons Stad》. 2016년 3월 4일에 원본 문서 (PDF)에서 보존된 문서.
- Nonnenmacher, Georges Gilbert (1966). 《La grande honte de l'incorporation de force des Alsaciens-Lorrains, Eupenois-Malmédiens et Luxembourgeois dans l'armée allemande au cours de la deuxième guerre mondiale》 (프랑스어). Colmar.
- Powaski, Ronald E. (2008). 《Lightning War: Blitzkrieg in the West, 1940》. Book Sales, Inc. ISBN 978-0-7858-2097-0.
- Quadflieg, Peter M. (2008). 《"Zwangssoldaten" und "Ons Jongen". Eupen-Malmedy und Luxemburg als Rekrutierungsgebiet der deutschen Wehrmacht im Zweiten Weltkrieg》 (독일어). Aachen. ISBN 978-3-8322-7078-0.
- Raths, Aloyse (2008). 《Unheilvolle Jahre für Luxemburg - Années néfastes pour le Grand-Duché》. Luxembourg.
- Spang, Paul (1982). 《Von der Zauberflöte zum Standgericht. Naziplakate in Luxemburg 1940-1944》. Editions St. Paul.
- Thewes, Guy (2002). 《Nationalsozialistische Architektur in Luxemburg》 (PDF). 《Ons Stad》. 2019년 2월 14일에 원본 문서 (PDF)에서 보존된 문서. 2016년 1월 21일에 확인함.
- Thewes, Guy (2008). 《A propos ... Histoire du Grand-Duché de Luxembourg》 (PDF). Luxembourg: Imprimerie Hengen. ISBN 978-2-87999-093-4.
- Trausch, Gilbert (2003). 《L'Histoire du Luxembourg: Le destin d'un 'petit pays'》 (프랑스어). Toulouse: Editions Privat.
- Volkmann, Hans-Erich (2010). 《Luxemburg im Zeichen des Hakenkreuzes: eine politische Wirtschaftsgeschichte 1933 bis 1944》 (독일어). Paderborn: Schöningh. ISBN 978-3-506-77067-7.
- Weber, Paul (1948). 《Geschichte Luxemburgs im Zweiten Weltkrieg》. Luxembourg: V. Buck.
- Zariz, Ruth. “The Jews of Luxembourg during the Second World War” Holocaust & Genocide Studies No 7 (1993). pp. 51–66.